# Bussolyckan i Äänekoski

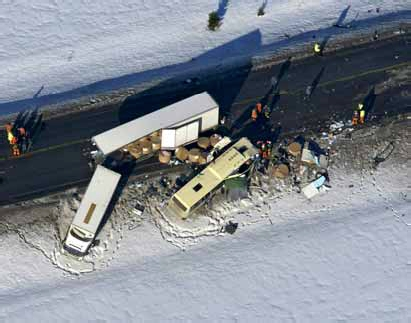
Bild över olyckan.

Bussolyckan i Äänekoski är den hittills allvarligaste vägtrafikolycka som inträffat i Finland. Olyckan ägde rum den 19 mars 2004 utanför Konginkangas i Äänekoski kommun. 23 personer avled efter att en långtradare fått sladd och kolliderat med en buss.

## Händelseförlopp
Klockan 02.08 kolliderade en turistbuss och en långtradare på riksväg 4 (E75), cirka 20 km norr om Äänekoski. Det rådde blixthalka på grund av glattis. Lastbilen med släp, lastad med pappersbalar, fick sladd på ett backkrön i en kurva och släpet som kom ut bredvid dragbilen frontalkrockade med framgaveln mot den mötande bussen med 38 passagerare. De stora, 800 kg tunga pappersbalarna tryckte in släpets gavel i bussen framifrån ända till mitten av bussen. Av passagerarna var de flesta ungdomar: 12 under 20 år. Medelålder för de inblandade var 26 år. Av de 37 personerna i bussen dog 23, medan de övriga 14 fick allvarliga skador.
Efter olyckan utlystes landssorg i Finland.

## Efterspel
Haverikommissionens utredning visade att båda fordonen kört för fort, men att långtradarchauffören varit vållande till olyckan. Utredningen dokumenterade också att körbanan hade påtagliga vägojämnheter i längdled, men var inte särskilt spårig. I ytterkurvan före olycksplatsen hade lastbilens körfält så lite som 1 procents tvärfall trots att de finska vägreglerna påbjuder 3 procent vid aktuell kurvradie 1 000 m och hastighetsgräns 80 km/h.
Försvaret nekade till fortkörning och hävdade att avgörande faktorer var att vägbanans geometri var felutformad i kombination med lokal halka.
Olycksutredningscentralen konstaterade att båda körningarnas tidtabeller uppgjorts så att vilotider och hastighetsbegränsningar omöjligen kunde följas. Fartbegränsarna för fordonskombinationer såsom långtradaren är inställda att möjliggöra en högsta hastighet på 90 km/h trots att högsta tillåtna hastighet för dem är 80 km/h, och praxis är att köra denna högsta möjliga hastighet, vilket sällan leder till påföljder. I utredningen konstaterades att fordonskombinationen blir mycket instabilare då hastigheten höjs från 80 km/h till 90 km/h. Långtradarchauffören uppgav att han inte märkt att vägen var isig innan släpet började slira. Busschauffören hade inte heller sänkt hastigheten, trots att han borde ha haft tid att märka isen.
Lastbilschauffören dömdes i maj 2006 till tre månaders villkorligt fängelse för dödsvållande, vållande av personskada samt äventyrande av trafiksäkerheten (genom fortkörning). Åkeriet som ägde lastbilen dömdes att betala 10 000 euro.